# گونه نماد

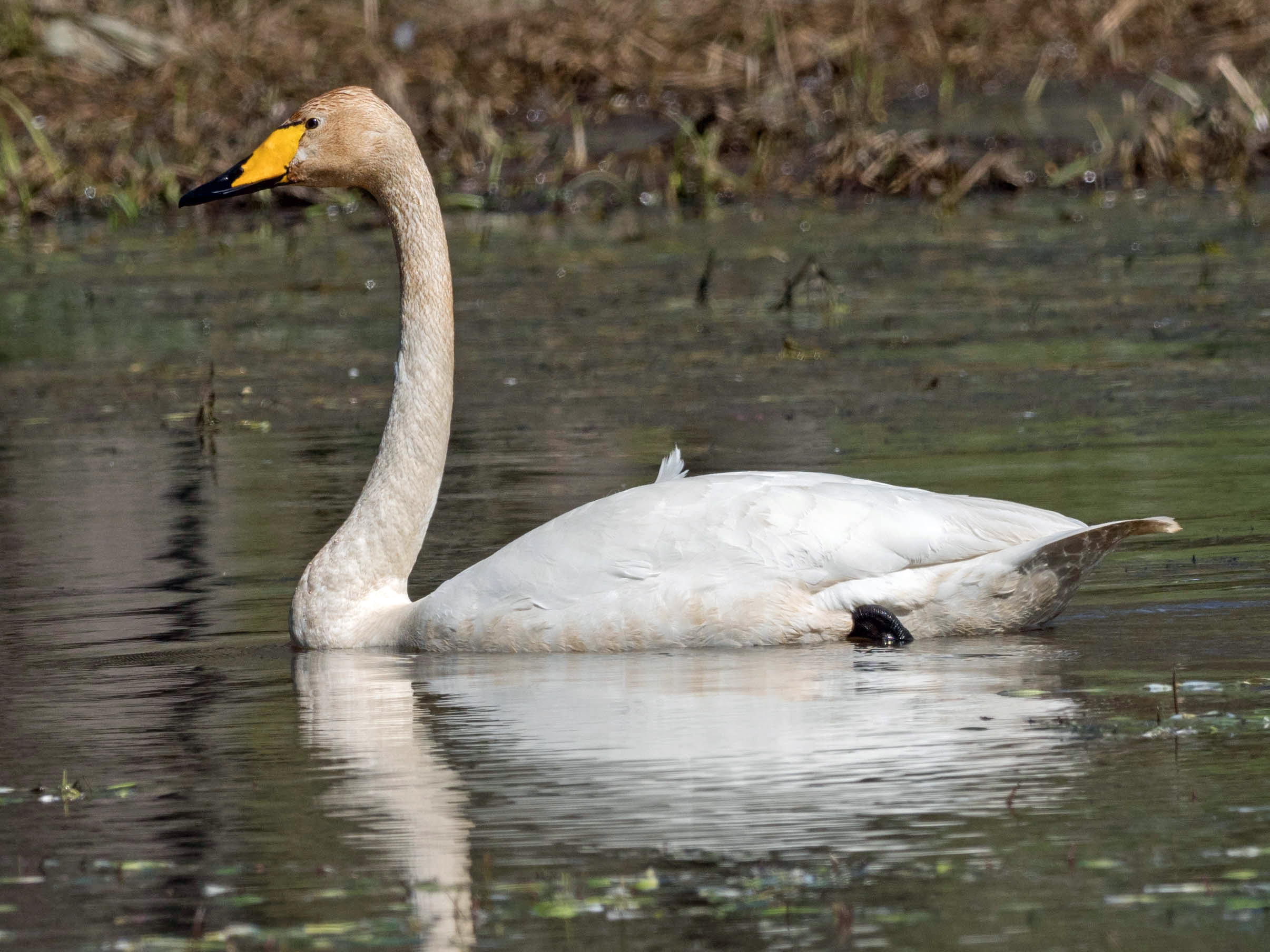
قوی فریادکش که گونه نماد برای سرده قو است.

در قوانین جهانی نام‌گذاری برای جانوران، گونه نماد (species typica) نام گونه‌ای است که نام آن برای سرده یا زیرگونه برداشته شده‌است و در میان آن سرده، گونه نمونه و بارز به‌شمار می‌رود. مفهومی مشابه برای ساختارهای فراسرده‌ای به نام سرده نماد وجود دارد.